# Русский алкоголь
ЗАО «Русский алкоголь» — группа компаний, созданная в сентябре 2003 года для управления алкогольными активами группы «Промышленные инвесторы», занималась производством ликеро-водочной продукции и ее экспортом на зарубежные рынки. В 2009 году 100% акций ГК «Русский алкоголь» перешли под контроль польского производителя водки Central European Distribution Corporation (CEDC), а в 2013 году холдинг «Русский Стандарт» выкупил 100% акций CEDC. В 2014 году владелец «Русского Стандарта» Рустам Тарико объединил в Группу компаний «Руст» все свои алкогольные активы, включавшие, помимо CEDC, производителя водки «Русский Стандарт», дистрибутора импортных брендов «РУСТ ИНК.» и производителя итальянских вин и вермута Gancia.

## Заводы
- «ЛВЗ Топаз» (Пушкино, Московская обл.)
- Сибирский ликёро-водочный завод (Кольцово, Новосибирская обл.)
- ООО «Парламент Продакшн» (Балашиха, Московская обл.)
- завод по производству слабоалкогольных коктейлей ООО «Браво Премиум» (Санкт-Петербург).
- Ушба Дистиллери — завод в Тбилиси (2005—2010)

## История
- 2002 год — группа «Промышленные инвесторы» приобретает ЛВЗ «Топаз».[2]
- 2003 год — начинается производство водки «Зеленая марка Главспирттреста». Управление брендом, коммуникациями, политикой развития марки передается управляющей компании «Русский Алкоголь».
- 2004 год — мощность ЛВЗ «Топаз» увеличивается вдвое. Компания ставит цель — занять 5 % легального российского рынка алкоголя.
- 2005 год — «Русский алкоголь» приобретает тульский завод «Весна», который позже переименовывает в «Первый Купажный Завод», и завод слабоалкогольных напитков «Браво Премиум». Объём производства по итогам года составляет 5,2 млн дал водки, что в два раза превышает показатель 2004 года[источник не указан 781 день].
- 2006 год — производственные мощности ЛВЗ «Топаз» увеличиваются до 10 линий розлива. Начинается строительство Сибирского ликёро-водочного завода. В продажу выпускаются бренды «Журавли» и «Маруся». Объём производства по итогам года составляет 8 млн дал водки. По итогам года компания становится лидером алкогольного рынка России.[3]
- 2007 год — компания «Русский Алкоголь» становится самой сильной и дорогой компанией на отечественном рынке крепкого алкоголя[источник не указан 781 день]. Объём производства по итогам года составляет 11,2 млн дал водки.
- 2008 год — новым акционером «Русского Алкоголя» становится консорциум в составе производителя водки Central European Distribution Corporation[пол.] (CEDC) и британского инвестиционного фонда Lion Capital. Сибирский ликёро-водочный завод вводится в эксплуатацию, строительство обошлось компании в 940 млн рублей без учёта процентов[4]. Группа компаний «Русский Алкоголь» входит в первую десятку рейтинга самых быстрорастущих компаний отечественного рынка потребительских товаров по версии журнала «Секрет Фирмы» (ИД «Коммерсантъ»).[5] Объём производства по итогам года составляет 15,6 млн дал водки.
- 2009 год — компания CEDC консолидирует 100 % акций ГК «Русский алкоголь», начинается процесс консолидации российских алкогольных активов корпорации: компаний «Русский Алкоголь» и «Парламент».
- 2011 год - «Первый купажный завод» в Туле закрыт и выставлен на продажу за 10 млн долларов США. Сообщалось о покупке завода компанией «Казенка», однако позднее эта информация была опровергнута[6].
- 2013 год — холдинг «Русский Стандарт» приобретает CEDC и становится крупнейшим интегрированным производителем и дистрибьютором алкогольных напитков в странах Центральной и Восточной Европы и вторым крупнейшим производителем водки в мире[7].
- 2014 год – алкогольные активы холдинга «Русский Стандарт» объединяются в Группу компаний «Руст»[1].

## Запатентованные технологии
- Способ получения спирта и спирт «Топаз».
- Скоростной розлив.

## Продукция
Водка:
- «Маруся», «Маруся Особая».
- «Журавли», «Журавли Особая»." Журавли Серебряные"
- «Зеленая Марка Традиционная рецептура», водка особая «Ржаная Зеленая Марка» и «Кедровая Зеленая Марка», «Зеленая Марка Спецзаказ».
- «Гербовая», «Гербовая Особая».
- «Ямская мягкая», «Ямская беспохмельная».
- «Парламент классическая», «Парламент ФИТО», «Парламент Особая. Черная смородина», «Парламент Особая. Мандарин», Parliament International.
- «999,9»
- «Урожай Особая», «Урожай Жгучий Перчик»
- «Талка», «Талка особая», «Талка люкс», "Талка Сибирский Кедр"
- «Серебряный купаж»

Коньяк: 
- «Черный парус»

## Интересные факты
- В 2009 году «Зеленая марка» заняла второе место в мировом рейтинге «Клуба Миллионеров».[8]
- В 2007 году в сотрудничестве с дизайнером Андреем Шаровым «Русский алкоголь» выпустил коллекцию модных телогреек под брендом «Зеленой марки».[9]
- Летом 2007 года бренд «Маруся» оказал спонсорскую поддержку российским художникам на Венецианской биеннале — одном из самых известных форумов мирового искусства, проводимом с конца XIX века.[10][11]
- Водка «Журавли» спонсировала журавлиный заказник «Журавлиная родина» в г. Талдом Московской области.[12]